# 雲仙天草國立公園
雲仙天草國立公園（日语：／ Unzen Amakusa Kokuritsu Kōen）是一位于長崎縣島原半島與熊本縣天草群島的日本國立公園（另含有小部份鹿兒島縣）。
雲仙地區於1934年3月16日成為雲仙國立公園，與瀨戶内海國立公園，霧島國立公園（現・霧島屋久國立公園）同為日本最早成立的國立公園。天草地區於1956年7月20日編入，更名為現在的雲仙天草國立公園。

## 概要
依上述歷史可分為雲仙地區與天草地區。

### 雲仙地域
以雲仙岳為中心的火山群。火山活動活躍，可見火山性地形與白鈴兒花等植被。高原與湖沼景色優美，是草花及野鳥的寶庫。五月左右在仁田峠一帶可見九州杜鵑綻放。雲仙溫泉的地獄周遊十分著名。

### 天草地域
包含天草上島至天草下島的東岸天草松島經八代海、長島海峽至西岸妙見浦與四季咲岬的海岸線，及內陸部的龍岳、倉岳等。
擁有優美的多島海景，著名景點包含與謝野晶子讚嘆的天草松島，以及奇岩、奇峰、海崖、海蝕洞聚集的妙見浦（名勝及天然紀念物）、陸繋島富岡海岸、御所浦島等。擁有複雜海灣地形的溺灣式海岸一帶以海中景色聞名，天草海中公園是日本海中公園的先驅之一。

## 面積
- 面積 - 28,279ha （陸域部分）
  - 長崎縣 - 12,858ha
  - 熊本縣 - 13,974ha
  - 鹿兒島縣 - 1,447ha

## 相關市町村
- 長崎縣 - 島原市、雲仙市、南島原市
- 熊本縣 - 天草市、上天草市、苓北町
- 鹿兒島縣 - 長島町

## 觀光

### 主要景點
雲仙地域
雲仙岳（普賢岳、平成新山、國見岳、妙見岳）
仁田峠
寶原
雲仙溫泉、地獄（古湯、新湯、小地獄）
白雲之池
諏訪之池
天草地域
海域公園
羊角灣
富岡半島（富岡城）

### 火山
雲仙岳

### 集團設施地區、遊客中心
| 地區名       | 面積   | 所在地       | 使用人數（人） |
| ------------ | ------ | ------------ | -------------- |
| 雲仙溫泉     | 86.8ha | 長崎縣雲仙市 | 1,267,000      |
| 雲仙諏訪之池 | 70.1ha | 長崎縣雲仙市 | 55,000         |

| 中心名               | 設置者 | 所在地                         | 使用人數（人） |
| -------------------- | ------ | ------------------------------ | -------------- |
| 雲仙御山情報館       | 環境省 | 長崎縣雲仙市小濱町雲仙320      | 47,502         |
| 平成新山自然中心     | 環境省 | 長崎縣島原市南千本木町甲2683   | 12,741         |
| 雲仙諏訪之池遊客中心 | 環境省 | 長崎縣雲仙市小濱町諏訪之池     | 16,004         |
| 田代原步道中心       | 雲仙市 | 長崎縣雲仙市千千石町庚         | 2,395          |
| 天草遊客中心         | 熊本縣 | 熊本縣上天草市松島町合津6311-1 | 16,413         |
| 富岡遊客中心         | 熊本縣 | 熊本縣天草郡苓北町富岡2245-15  | 30,931         |

## 附註
1. ↑   (PDF). 環境省.   [2012-10-08]. （原始内容 (PDF)存档于2020-10-12）.
2. ↑   (PDF). 関連法令・各種資料 > 自然保護各種データ. 環境省.   [2020-10-04]. （原始内容 (PDF)存档于2020-05-24）.
3. ↑   (PDF). 環境省. 2020  [2020-09-27]. （原始内容 (PDF)存档于2020-05-24）.
4. 1 2   (PDF). 環境省.   [2020-09-27]. （原始内容 (PDF)存档于2020-05-24）.
5. 1 2 3 4 5 6   (PDF). 環境省.   [2020-09-27]. （原始内容 (PDF)存档于2019-10-12）.

## 外部連結
- （日語）雲仙天草国立公園（財団法人自然公園財団） （页面存档备份，存于）
- （日語）雲仙天草国立公園（環境省） （页面存档备份，存于）